# Conflicto kirguís-tayiko de 2021
El Conflicto kirguís-tayiko de 2021 fue un enfrentamiento fronterizo entre Kirguistán y Tayikistán que comenzó el 28 de abril de dicho año y finalizó el 1 de mayo del mismo. Los hechos relacionados con el estallido del conflicto fueron controvertidos, pero al parecer comenzaron debido a una antigua disputa por los recursos hídricos entre los dos países de Asia Central. Sin embargo, algunas otras fuentes informan que un motivo inmediato del conflicto fue el descontento de la población local con la instalación de cámaras de vigilancia cerca de la frontera. Al menos 55 personas murieron en los hechos y más de 40 000 civiles fueron desplazados.

## Antecedentes
El conflicto entre Kirguistán y Tayikistán, ambos miembros de la Organización de Cooperación de Shanghái y la Organización del Tratado de Seguridad Colectiva, estalló después de que el ministro de defensa ruso, Serguéi Shoigú, llegara a la capital de Tayikistán, Dusambé. Los residentes locales tayikos querían tomar el control del sistema de distribución de agua en el río Ak-suu, y el conflicto comenzó con la insatisfacción de la población kirguisa local con respecto a la instalación de cámaras de vigilancia por parte de las fuerzas tayikas. Expertos políticos extranjeros afirman que el presidente de Kirguistán instigó el conflicto al ofrecer intercambiar tierras kirguisas a lo largo de la frontera de Tayikistán con el exclave. Este anuncio oficial fue hecho por el recién elegido presidente de Kirguistán sin consultar a las autoridades tayikas, que las presionaron para prepararse en caso de emergencia. Además, el ejército de Kirguistán comenzó su entrenamiento oficial en Batken, cerca de la frontera entre Tayikistán y Kirguistán.

## Cronología

Provincia de Batken en Kirguistán.

### Abril
El 28 de abril, las fuerzas de Tayikistán y Kirguistán en la frontera entre Kirguistán y Tayikistán cerca de Kök-Tash, iniciaron los enfrentamientos, que provocaron cuatro muertos y decenas de heridos. Al día siguiente se reanudaron los enfrentamientos, con al menos 41 personas muertas en ambos lados y aproximadamente 10 000 personas evacuadas. El mismo día, los ministros de Relaciones Exteriores de Tayikistán y Kirguistán acordaron un alto el fuego en la frontera. El 30 de abril, Tayikistán reconoció el alto el fuego en una declaración publicada por su servicio estatal de información. Sin embargo, el alto el fuego fue violado dos veces por los tayikos durante el conflicto, incluyendo la noche del 29 de abril.

### Mayo
El 1 de mayo, el presidente de Kirguistán, Sadyr Zhaparov, firmó un decreto que declara un duelo nacional de dos días, acusando a Tayikistán de reunir tropas y equipo militar en la frontera. El bando kirguís también acusó a las fuerzas tayikas de abrir fuego contra vehículos kirguises en el área, mientras que un portavoz tayiko reportó desde Dusambé que Tayikistán también se adhería al alto el fuego y a la retirada de sus tropas. Musurmanbek Tursumatov, representante de gobernador regional de la provincia de Batken, dijo que las fuerzas tayikas habían bloqueado la ruta Osh-Batken-Isfana hacia Voruj a pesar de la entrada en vigor del alto el fuego. Ambos países también acordaron un nuevo alto el fuego luego de los enfrentamientos fronterizos, que incluye la retirada de tropas de la frontera. El Ministro de Asuntos Exteriores de Rusia, Serguéi Lavrov, instó a ambos países a respetar el acuerdo.
El 2 de mayo más de 33 mil personas en Kirguistán fueron evacuadas de la región de Batken, cercana a la frontera. Tanto el ministro del interior kirguís como el gobierno de Tayikistán informaron que la situación en la frontera es tranquila y estable, y que el acuerdo del alto el fuego se había cumplido por ambas partes. Sin embargo, unos días después la zona seguía siendo peligrosa como mostró el descubrimiento de un misil aún sin estallar en una casa de Batken.
El 3 de mayo, ambos países culminaron el retiro de tropas de la zona. El presidente tayiko Emomali Rahmon ordenó, además, que todos los edificios residenciales de la localidad de Chorku que fueron destruidos sean restaurados, que según las autoridades kirguises la cifra se elevó a 136 casas y otras propiedades de valor.

## Bajas
El conflicto terminó con el segundo acuerdo de alto el fuego, que se hizo efectivo el sábado 1 de mayo, con al menos 55 personas muertas (19 del lado tayiko y 36 del lado kirguiz) y unas 33.000 personas evacuadas.
El Ministerio de Salud y Desarrollo Social de Kirguistán declaró que la mayor parte de las 34 personas que murieron durante el conflicto eran civiles, así como de las más de 200 personas que resultaron heridas. Algunas de las muertes de civiles ocurrieron cuando los habitantes de Kirguistán huyeron de sus hogares presa del pánico bajo el fuego de mortero tayiko. Entre los muertos se encontraban una niña de sexto grado y su madre, quienes, según informes de Kirguistán, murieron a causa de impactos de bala.

## Crímenes
El 30 de abril, Human Rights Watch informó que tayikos armados vestidos de civil habían incendiado 17 casas de la aldea kirguisa de Kok-Terek, y otras viviendas habían sido incendiadas o destruidas en varias aldeas del distrito de Leilek. Las autoridades de Kirguistán también afirmaron que una escuela fue incendiada.
El 2 de mayo, el Ministerio del Interior de Kirguistán inició 11 investigaciones penales en el sistema judicial kirguís sobre los hechos ocurridos en la frontera, incluyendo la acusación de crimen contra la paz y de invadir el país y apoderarse de territorio soberano. Por su lado, la fiscalía general de Tayikistán inició una investigación penal contra militares y ciudadanos de Kirguistán por «desencadenar una guerra de agresión».

## Reacciones internacionales

### Países
El Ministerio de Relaciones Exteriores de Rusia declaró la necesidad de que los gobiernos de Kirguistán y Tayikistán lleguen a un acuerdo duradero para evitar nuevos enfrentamientos fronterizos. Hizo un llamado a las partes a «lograr, mediante negociaciones en el espíritu de asociación y política de buen vecino, un acuerdo sostenible y duradero que normalice la situación y tome medidas para prevenir este tipo de incidentes». La vecina Uzbekistán se ofreció a ayudar a mediar en el conflicto. Turquía también dijo que brindaría asistencia a ambos países.
El presidente de Kazajistán, Kassym-Jomart Tokayev, en una conversación telefónica con el presidente de Kirguistán, Sadyr Zhaparov, ofreció sus condolencias en relación con las pérdidas humanas como resultado del conflicto.

### Organizaciones supranacionales
La Unión Europea acogió con satisfacción el acuerdo de cese al fuego alcanzado el 30 de abril y expresó su pesar por la violencia y su solidaridad con quienes habían perdido a familiares o amigos.

## Incidentes tras el cese al fuego
El 10 de marzo del 2022, un incidente armado entre guardias fronterizos en la frontera entre Kirguistán y Tayikistán, en la zona de Teskey, distrito de Batken (Kirguistán), terminó con la muerte de un miembro de la guardia fronteriza tayiko. Tras el incidente, funcionarios de la Región de Batken en Kirguistán y la Región de Sughd en Tayikistán se reunieron para tratar del asunto.
Según fuentes tayikas, el 3 de junio se produjo un enfrentamiento fronterizo después de que soldados kirguises cruzaran la frontera cerca de Vorukh.
El 14 de junio, un guardia fronterizo tayiko murió y otros tres resultaron heridos en un enfrentamiento con las tropas fronterizas kirguisas.
El 14 de septiembre, un guardia fronterizo tayiko murió y otros dos resultaron heridos durante enfrentamientos con guardias kirguises que acusaron a Tayikistán de tomar posiciones en una zona demarcada. Más tarde ese mismo día, dos guardias fronterizos fueron asesinados y otros 11 heridos, 5 de los cuales eran civiles.
El 16 de septiembre, el conflicto escaló aún más. Se reportó el uso de vehículos blindados, así como el bombardeo del aeropuerto de la ciudad kirguisa de Batken. A su vez, Tayikistán acusó a Kirguistán de bombardear un puesto de avanzada y siete aldeas fronterizas con armas pesadas. Las fuerzas tayikas también entraron en una aldea fronteriza kirguisa. Kirguistán informó de al menos 31 heridos, mientras que, según las fuerzas tayikas, en Isfara murió un civil y otros tres resultaron heridos. Finalmente, se llegó a un alto el fuego.